# 1335
1335 је била проста година.

## Догађаји
- Рат Србије и Угарске (1335)  Поражена Угарска војска напушта Србију. Мачва је враћена и поново је део краљевине Србије.

## Рођења
- Википедија:Непознат датум — Милица Хребељановић, жена кнеза Лазара и мајка деспота Стефана Лазаревића и православна светитељка. († 1405)